# Опережающее отключение
Опережающее отключение — это способ быстродействующей коммутации в силовых электрических сетях [1,2,3] для обеспечения электро- и взрывобезопасности электрооборудования в угольных шахтах, опасных по газу и пыли.
Суть опережающего отключения состоит в том, что при возникновении аварийной ситуации, например при коротком замыкании (К.З.) в силовом кабеле, быстродействующая система защиты и коммутации отключает электрооборудование от источника питания и разряжает запасенную энергию в отключенной системе (путем искусственного закорачивания всех фаз между собой) раньше, чем образуется электрическая дуга К.З., способная воспламенить метано-воздушную взрывоопасную смесь.
Способ предназначен для осуществления "энергетической изоляции " места замыкания (К.З.) от источника питания 1 и от потребителя 6 путем одновременного отключения выключателем 2 и закорачивания трех фаз короткозамыкателями 3 и 4, как показано на принципиальной схеме Системы опережающего отключения (СОО).
Быстродействующее реле защиты и управления 5 служит для подачи сигнала срабатывания аппаратуры 2,3,4 при К.З. или однофазных замыканиях (утечках) тока на землю.
Идея опережающего отключения с энергетической изоляцией места повреждения основана на минимизации одного из параметров, определяющих величину энергии — времени горения дуги в месте повреждения до определённого порогового уровня, при котором воспламенение метано — воздушной сети практически исключается или, более строго, становится весьма маловероятным
(вероятность ≤ 1/10³) [4,5,8,9].
 Причем, для достижения в СОО  комплексной электробезопасности, это время должно также удовлетворять критерию допустимого времени защиты человека от поражения электрическим током.
Создание СОО было вызвано острой необходимостью электрификации угольных шахт для резкого увеличения объёмов добычи коксующегося угля на крутых пластах, ранее использовавших маломощное оборудование с пневматическим приводом.
Научные основы и принципы СОО разработаны для уровней напряжений до 1000 В. (127/380/660 В.) в Институте Горного Дела (ИГД) им. А. А. Скочинского под руководством проф., д. т. н. Шишкина Н. Ф.
[1-15].
ИГД им. А. А. Скочинского, ВостНИИ, МакНИИ и рядом других научно — технических организаций угольной отрасли был проведен комплекс исследований, в результате которых в качестве основы СОО установлены следующие критерии:
1. Критерии искробезопасности — минимальная энергия воспламенения электрического разряда, образуемого в функционально важных маломощных цепях контроля, защиты и управления шахтным электрооборудованием [6,7].
2. Критерии взрывобезопасности — минимальное время развития аварии Тр.а.= 3,5 мс [8,9] при наиболее опасных условиях эксплуатации и повреждений силового кабеля напряжением 380/660 В. Отсюда, максимальное время отключения (энергетической изоляции места повреждения) в СОО То должно быть То ≤ Тр.а, или, более строго, То ≤ Тр.а/ К.з =3,5/1,4 = 2,5 мс,
где Кз = 1,4 — коэффициент запаса (безопасности).
```
Экспериментально показано [9], что такое быстродействие обеспечивает достаточно высокую вероятность отсутствия воспламенения опасной метано — воздушной среды.
```

3. Критерии электробезопасности — нормативные значения допустимого времени срабатывания устройств защиты человека от электрического поражения при кратковременных воздействиях переменного тока промышленной частоты
в сетях 0,38 — 6 кВ. [10 — 11].
Оценка, осуществленная на базе этих критериев показала [10,11,12], что время необходимое для обеспечения защиты человека от электрического поражения в сетях 380/660 В находится в пределах 50 — 100 мс, что со значительным запасом превышает максимальное время отключения (энергетической изоляции), выбранное по критерию взрывобезопасности — 2,5 мс.
Таким образом, было доказано [12,13], что достигнутое СОО время энергетической изоляции места «аварии» с достаточным запасом удовлетворяет всем трем основополагающим критериям и нормам искро -, взрыво — и электробезопасности для электрических сетей напряжением 380/660 В угольных шахт, опасных по газу и пыли.
ВНИИВЭ (г. Донецк) были разработаны и изготовлены первые опытные образцы быстродействующего автоматического выключателя на напряжение 380/660 В и номинальный ток нагрузки 250 А со временем срабатывания не превышающим
2,5 мс. Установочная серия этих аппаратов была изготовлена ПЗША (г. Прокопьевск) и успешно прошла промышленные испытания на ряде угольных шахт Донбасса. Автоматические выключатели использовались в комплекте со специально разработанным и предназначенным для целей СОО оборудованием: трансформаторные подстанции; быстродействующие полупроводниковые моторные короткозамыкатели [16]; пускатели; специальные экранированные кабели.
Расширение области применения электроэнергии в угольных шахтах потребовало создания технических средств, обеспечивающих безопасность эксплуатации сетей напряжением 127 В, питающих ручные электрические инструменты мощностью до 1,6 кВт. В этой связи, в ИГД им. А.А Скочинского в рамках требований критериев СОО была разработана аппаратура быстродействующей бесконтактной коммутации без применения короткозамыкателей [14,15]. На основе исследований [ Миндели Г. В. и Шулико В. А. ] заводом ПЗША аппаратура была изготовлена, внедрена и применялась для управления ручными электросверлами и питания сетей освещения напряжением 127 В.
Полученные результаты СОО для напряжений сети до 1000 В стали предпосылкой следующих разработок: создание облегченных взрывонепроницаемых оболочек пускателей [12,13]; защиты персонала и электроустановок напряжением свыше 1000 В с использованием метода быстродействующего (10 — 12 мс) закорачивания («шунтирования») на землю поврежденной фазы [17]; выбор параметров быстродействующей селективной защиты от замыканий на землю в шахтных высоковольтных сетях напряжением 3 −10 кВ. [18].
Источники:
1.А.с.133086(СССР). Способ коммутации в силовых электрических цепях. Н. Ф. Шишкин, П. Я. Данилин, В. П. Олексевич и др., Б.И. 1960,№ 21.
2. А.с.119908(СССР). Быстродействующий коммутационный аппарат. Н. Ф. Шишкин, П. Я. Данилин, В. И. Прокофьев и др.
3. Шишкин Н. Ф. Комбинированный способ коммутации в силовых электрических цепях. Электричество,1960,№ 7, с.47-50.
4.Шишкин Н.Ф., Миндели Г. В. Электробезопасность в шахтах и взрывоопасных помещениях. Тбилиси, Цодна, 1960,495с.
5.А.В. Докукин , Н.Ф .Шишкин. Электроснабжение шахт, опасных по газу, пыли и внезапным выбросам на основе систем с опережающим отключением. М.,ИГД,1966,17с.
6.Кравченко В. С. Основы теории рудничных искробезопасных систем. Автореферат диссертации, М., ИГД АН СССР,1952.
7.Серов В. И. Воспламеняющая способность сложных индуктивных цепей. М., Наука,1966, 93с.
8.Каймаков А.А., Кашицын Г. Е., Васнев М. А. и др. Взрывобезопасность рудничного оборудования. Кемерово. Книжное издательство, 1978,163 с.
9.Кашицын Г. Е. Изыскание критериев оценки взрывобезопасности в низковольтных шахтных сетях с быстродействующей коммутационной аппаратурой. Автореферат диссертации, М.. ИГД им. А. А. Скочинского,1973.
10.Ягудаев Б. М. Исследование и разработка критериев оценки электробезопасности в сетях горных предприятий с быстродействующей защитной аппаратурой напряжением 1,14 — 10 кВ. Автореферат диссертации, М., ИГД им. А. А. Скочинского, 1974.
11.Б.М. Ягудаев, Н. Ф. Шишкин, В. В. Назаров. Защита от электропоражения в горной промышленности. М., Недра, 1982,152 с.
12.Н.Ф.Шишкин, В. Ф. Антонов. Основные направления электрификации современных шахт. М., Наука, 1981,116 с.
13.Развитие горной науки. М., ИГД им. А. А. Скочинского , Недра, 1977, 343 с.
14.Фролкин В. Г. Рудничная быстродействующая коммутационная и защитная аппаратура. М., Наука, 1983,95 с.
15.Фролкин В. Г. Быстродействующая защита шахтных участковых сетей. М. , Недра, 1986, 123 с.
16. Хабенко Л. Л. Исследование и разработка быстродействующих коротителей для систем с опережающим отключением. Автореферат диссертации, М., ИГД им. А. А. Скочинского,1973.
17.Микрюков В.И., Ягудаев Б. М. Быстродействующее защитное закорачивание на землю фазы 3 −10 кВ. Безопасность труда в промышленности. М., 1973, № 5, с.35-37.
18.Ардасенов В. Н. Исследование и выбор параметров быстродействующей защиты от замыканий на землю в шахтных кабельных сетях напряжением 3 — 10 кВ. Автореферат диссертации, М., ИГД им. А.А.Скочинского,1973.